# Kudrjavcev
Kudrjavcev je priimek več oseb:
- Denis Aleksandrovič Kudrjavcev (roj. 1992), ruski atlet, tekač na 400 metrov s preprekami
- Mark Karpovič Kudrjavcev, sovjetski general
- Tikon Vladimirovič Kudrjavcev, sovjetski general